# Pinelema cheni
Espèce
Pinelema cheni est une espèce d'araignées aranéomorphes de la famille des Telemidae.

## Distribution
Cette espèce est endémique du Guangxi en Chine,. Elle se rencontre dans la grotte Huoyan dans le xian de Du'an à Hechi.

## Description
Le mâle holotype mesure 1,38 mm et la femelle paratype 1,30 mm.

## Étymologie
Cette espèce est nommée en l'honneur de Zhi-gang Chen.

## Publication originale
- Zhao, Yao, Song & Li, 2018 : Taxonomic study of the Pinelema bailongensis species group with descriptions of six new species from China (Araneae, Telemidae). ZooKeys, no 784, p. 7-57 (texte intégral).